# Нижние Ураспуги
Нижние Ураспуги (тат. Түбән Урысбага) — село на правобережной, Нагорной стороне Зеленодольского района Республики Татарстан. Административный центр Нижнеураспугинского сельского поселения.

## География
Расположено на правом берегу у истока реки Армянки, левого притока Бувы (бассейн Свияги). Село почти сраслось с деревней Верхние Ураспуги.

## История
Известно с 1646 года. 

## Население
Согласно «Спискам населённых мест Российской империи» по состоянию на 1859 год в казённой деревне Нижние Ураспуги: 101 двор крестьян, население — 270 душ мужского пола и 282 женского, всего — 552 человека. 
По сведениям переписи 1897 года, в деревне Нижние Ураспуги Свияжского уезда Казанской губернии жили 684 человека (324 мужчины, 360 женщин), из них 665 мусульман.
108 (2010).

## Ислам
Здание мечети. Мечеть построена в 1862 году. Мектеб.